# Farcăul
Farcăul − szczyt w Karpatach Wschodnich, położony w masywie marmaroskim.